# Филиппинская кобра
Филиппинская кобра (лат. Naja philippinensis) — вид змей из семейства аспидов, обитающих в Юго-Восточной Азии. Эндемик севера Филиппин.

## Описание
Филиппинская кобра — коренастая змея средней длины с длинными шейными ребрами, способными расширяться, поэтому при угрозе может раздуваться капюшон. Средняя длина этого вида составляет 1,0 м, но некоторые особи могут вырасти до 1,6 метров. Однако представители некоторых небольших популяций, особенно с острова Миндоро, достигают длиной 2 метра, но это неподтвержденные данные. Если это всё-таки правда, то в любом случае 2-метровые особи встречаются очень редко. Голова эллиптическая, приплюснутая, с короткой, округлой мордой и большими ноздрями. Глаза среднего размера с темно-коричневыми круглыми зрачками. У филиппинской кобры довольно коренастое телосложение для представителя аспидов. Взрослые змеи имеют однотонный коричневый окрас, в а молодые обычно окрашены темнее.

## Распространение
Филиппинская кобра встречается в основном в северных районах Филиппин. Их можно найти на островах Лусон, Миндоро, Катандуан, Азрия и Масбате. Вероятно, этот вид может встречаться на других соседних островах, но это остается неподтвержденным. Сообщения о находках этих змей на Каламианских островах и в провинции Палаван требуют подтверждения.

## Места обитания
Эта змея встречается на низменных равнинах и в лесах, а также на полях, лугах, в густых джунглях, на возделываемых землях и в населенных пунктах. Этот вид кобры особенно любит воду, поэтому ее часто можно встретить у прудов, рек или больших луж.

## Питание
Этот вид питается преимущественно мелкими млекопитающими, лягушками и другими змеями. Большую часть рациона составляют мелкие грызуны, такие как мыши и мелкие крысы. Также они едят других змей, маленьких ящериц, лягушек, яйца, и, когда есть возможность, мелких птиц.

## Естественные враги
Для филиппинской кобры представляют опасность люди, хищные птицы, королевские кобры и мангусты. Крупные крысы, подвергшиеся нападению этой кобры, могут сопротивляться и порой наносят врагу тяжёлые травмы. Известно, что иногда крупные крысы смертельно ранили змею, царапая, кусая её или даже повреждая кобре один или оба глаза. Конечно, крыса всё равно гибнет из-за яда, но змея часто получает глазную травму, что может вызвать слепоту, а глубокие раны на морде делают змею уязвимой для инфекций.